# 670
670 (DCLXX na numeração romana) foi um ano comum do século VII, do Calendário Juliano, da Era de Cristo, teve início a uma terça-feira e terminou também a uma terça-feira, a sua letra dominical foi F.
| ano completo                       |
| ---------------------------------- |
| Ano comum com início à terça-feira |

## Eventos
- Fundação da cidade de Cairuão, na Tunísia.